# Мауро Сервије Хонорат
Мауро Сервије Хонорат (370.) је позноантички римски граматичар и аутор знаменитог коментара Вергилијевих дела, који је саставио на темељу данас изгубљеног коментара Елија Доната. Сервије се појављује у Макробијевом дијалошком делу Сатурнове свечаности, које се смешта у 383–384. годину нове ере.

## Kоментари
Његово најважније сачувано дело, по коме је познат, је коментар уз Вергилијеве Пастирске песме, Песме о земљорадњи и Енеиду. Kоментар је сачуван у две различите рукописне традиције. Прву чини релативно кратак коментар, који се у самим рукописима приписује Сервију. Друга група рукописа, од којих сви потичу из 10. и 11. века, садржи исти текст, али у оквиру знатно поширеног коментара. 
Иако у Сервијевом коментару нема неког вишег нивоа разумевања Вергилијевог песништва а обзиром да је коментар сачуван у интерполираном стању, он ипак представља изузетно важно дело, будући да садржи многе цитате из других античких дела која су се у међувремену изгубила, те доноси обиље занимљивих обавештења о мање јасним елементима из историје, класичних старина, римске религије и митологије.

## Остала дела
Сачувана су и друга Сервијева дела: белешке о граматици Елија Доната , где уз своја објашњења наводи и гледишта других граматичара, затим трактат о метричким завршецима у стиху (Де финалибус), спис о различитим песничким метрима (Де центум метрис) те спис о Хорацијевим метрима (Де метрис Хоратии); дело под насловом Глосе граматичара Сервија (представљају апокрифну компилацију.